# Germain IV de Constantinople

Germain IV de Constantinople (en grec : Γερμανός Δ΄, s.d.) fut patriarche de Constantinople de 1842 à 1845, puis de 1852 à 1853.